# Claudio González Zúñiga
Claudio González Zúñiga, nacido en Pontevedra el 3 de agosto de 1784 y fallecido en la misma ciudad el 3 de noviembre de 1857, fue un médico, historiador y político gallego.

## Trayectoria

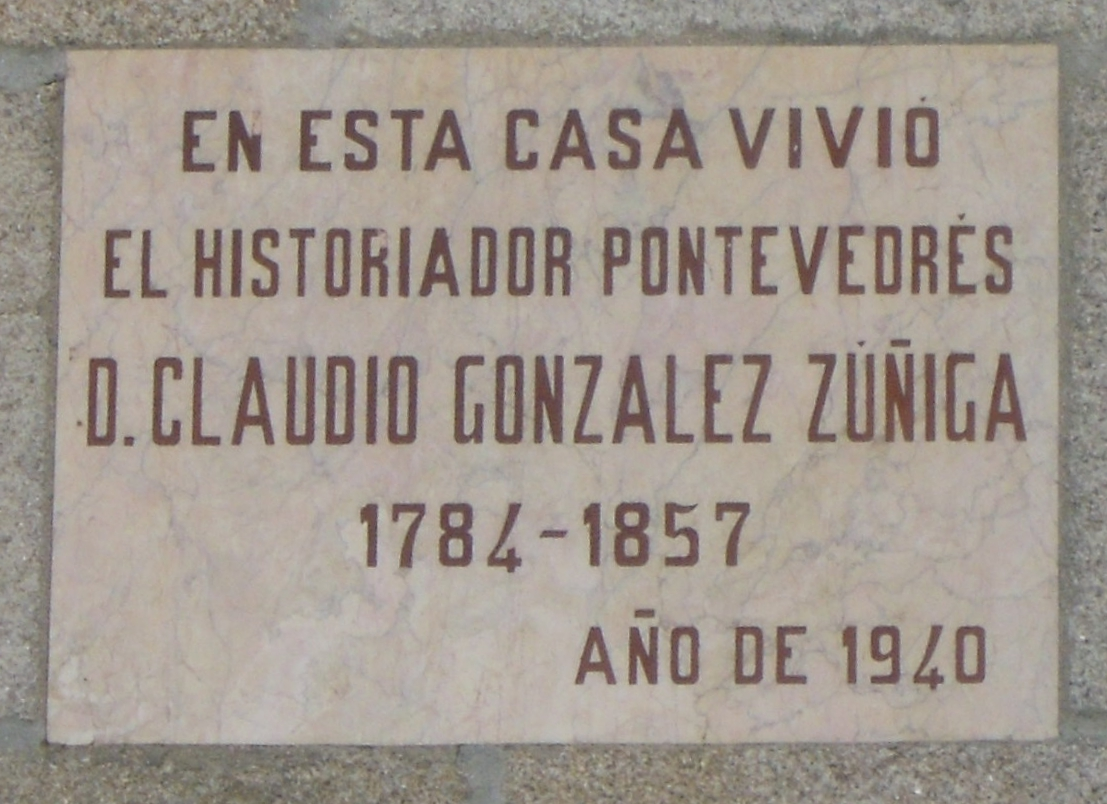
Placa en la calle que lleva su nombre en Pontevedra.

Luchó durante la Guerra de la Independencia Española, siendo distinguido con el Foro Militar y con una pensión vitalicia. En 1815 se hizo fraile de la orden de San Juan de Dios, pero tras la desamortización la orden desapareció y abandonó el hospital.
En 1823 fue elegido alcalde de Pontevedra. Tras el fin del Trienio liberal fue perseguido por las sociedades secretas Estrella y El Ángel Exterminador. Se refugió en un barco contrabandista en Beluso (Bueu), pero cayó en manos enemigas. Fue desterrado por un tribunal eclesiástico a Seixido (La Lama), y posteriormente fue condenado a cuatro meses de reclusión en el convento de Herbón. A pesar de la amnistía general del 1 de mayo de 1824, todavía pasó un año y medio encarcelado en Chamadoira (Cerdedo-Cotobade). Al regresar a Pontevedra defendió la capital provincial en la división territorial de España en 1833. Fue diputado por la provincia de Pontevedra en la legislatura 1840-1841.
Licenciado en medicina y cirugía, ayudó a combatir la ola de cólera que asoló la región en el invierno de 1833.
Fue director del Instituto Provincial de Educación Secundaria. Una calle de Pontevedra lleva su nombre, tras la Iglesia de la Virgen Peregrina.

## Obra

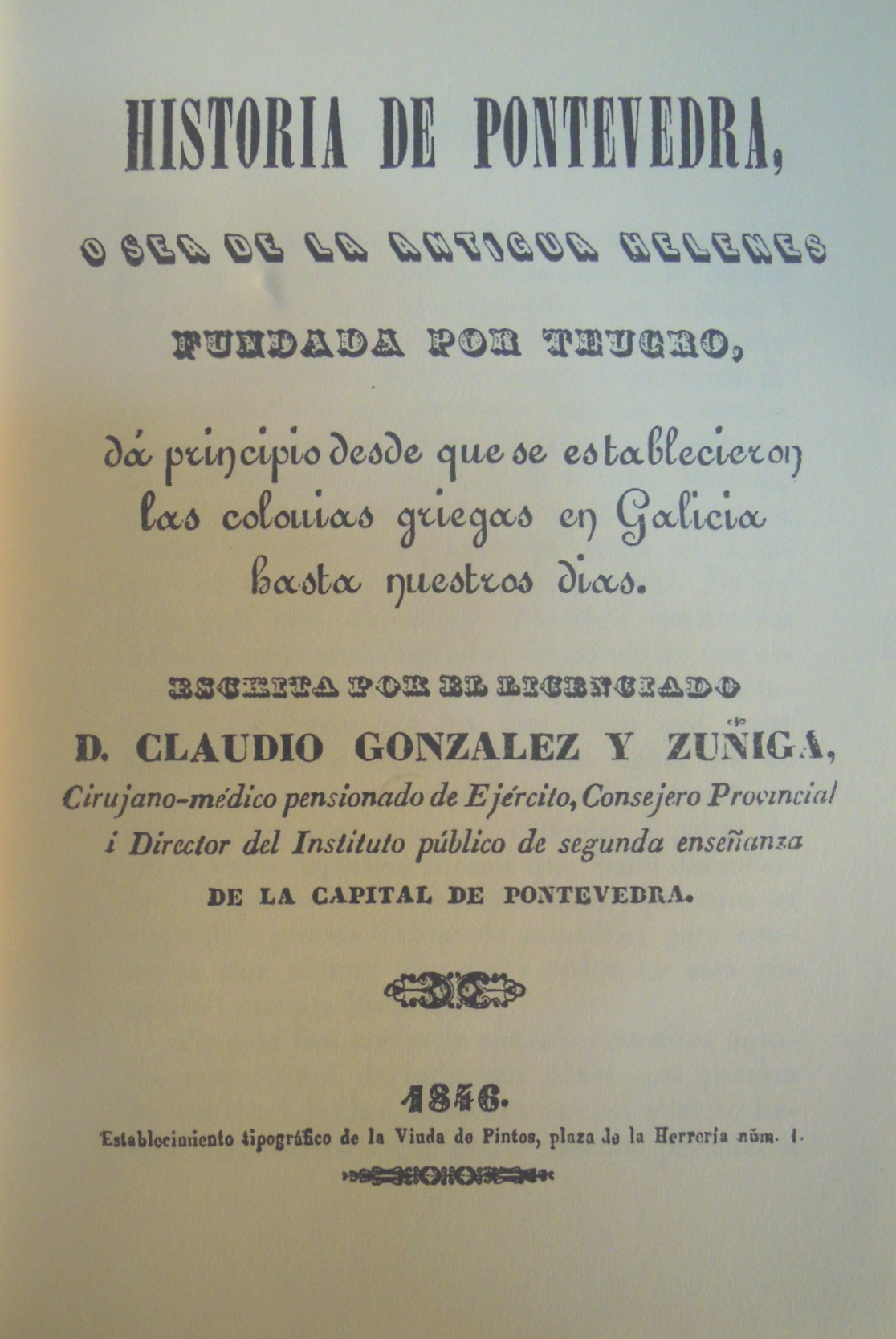
Portada de Historia de Pontevedra.

- Historia de la medicina y la cirujía (1822)
- Descripción económica de la provincia de Pontevedra (1834)
- Historia de Pontevedra (1846)
- Descripción geográfica, estadística, económica e histórica de la ciudad capital de Pontevedra y sus hombres célebres (1848)
- Diccionario de los jeroglíficos que contienen medallas romanas antiguas (1854)